# Rodolfo Emilio Brignole Sale
Pour les articles homonymes, voir Brignole et Doge Brignole-Sale.
Ridolfo Emilio Brignole Sale (francisé en Rodolphe Brignole Sale ; né en 1708 et mort en 1774) était un noble italien du XVIIIe siècle, huitième marquis de Groppoli qui fut doge de Gênes du 25 novembre 1762 au 25 novembre 1764 et roi de Corse durant la même période.

## Biographie
Il est le quatrième et dernier fils d'Anton II Giulio Brignole Sale et d'Isabella Brignole, ainsi que frère cadet de Gian Francesco II Brignole Sale, doge de 1746 à 1748. Il est l'oncle de la princesse de Monaco puis de Condé Maria Caterina Brignole Sale.
Il fut doge de Gênes du 25 novembre 1762 au 25 novembre 1764.
Il épousa Pellina Lomellini, dite « Pellinetta » fille de Giovanni Domenico Lomellini et son épouse Emelia Pallavicini, dont il eut à souffrir quelques infidélités notamment la passion que son épouse entretint avec le maréchal de Richelieu au palais Tursi en 1748. Pellina et Ridolfo eurent un fils Anton Giulio III Brignole Sale, neuvième marquis de Groppoli.
Il appartenait à l'illustre famille Brignole.

### bibliographie
- (it) Sergio Buonadonna et Mario Mercenaro, Rosso doge. I dogi della Repubblica di Genova dal 1339 al 1797, Gênes, De Ferrari, 2007